# All Hands on Deck
All Hands on Deck is een Amerikaanse muziekfilm uit 1961 onder regie van Norman Taurog. Het scenario is gebaseerd op de roman Warm Bodies (1957) van de Amerikaanse auteur Donald R. Morris.

## Verhaal
Luitenant Donald heeft het bevel gekregen om te letten op de lastige matroos Garfield, die deel uitmaakt van een rijke indianenstam met olie. Hij wordt intussen verliefd op de journaliste Sally Hobson.

## Rolverdeling
| Acteur             | Personage          |
| ------------------ | ------------------ |
| Pat Boone          | Luitenant Donald   |
| Buddy Hackett      | Garfield           |
| Dennis O'Keefe     | Luitenant O'Gara   |
| Barbara Eden       | Sally Hobson       |
| Warren Berlinger   | Rudy Rush          |
| Gale Gordon        | Admiraal Bintle    |
| David Brandon      | Luitenant Kutley   |
| Joe E. Ross        | Bos'n              |
| Bartlett Robinson  | Luitenant Anthony  |
| Paul von Schreiber | Mulvaney           |
| Ann B. Davis       | Nobby              |
| Jody McCrea        | Luitenant Schuyler |

## Filmmuziek
- All Hands on Deck
- Somewhere There's Home
- There's No One Like You
- I've Got It Made